# Xã Washington Lake, Quận Sibley, Minnesota
Xã Washington Lake (tiếng Anh: Washington Lake Township) là một xã thuộc quận Sibley, tiểu bang Minnesota, Hoa Kỳ. Năm 2010, dân số của xã này là 498 người.